# Maldonkopf
Der Maldonkopf ist ein 2632 m ü. A. hoher Berg in den Lechtaler Alpen in Tirol. Er ist hauptsächlich durch den „Imster Klettersteig“ bekannt.
Er liegt ungefähr sechs Kilometer nordwestlich von Imst in der Muttekopfgruppe. Nach Nordwesten hin fällt er in steilen Felswänden zum Hahntennjoch ab. Im Westen liegen der Hintere (2554 m), Mittlere (2562 m) und Vordere (2599 m) Scharnitzkopf. Im Osten schließt der Sparketgrat (bis zu 2632 m) an, im Südosten folgt nach dem Übergang Sparketschartl die Hintere Platteinspitze (2723 m). Nach Süden sendet der Berg einen ausgeprägten Südgrat aus, der mit dem Engelkarturm (2467 m) einen beliebten Kletterberg trägt. Der Maldonkopf selbst war lange Zeit touristisch unbedeutend, seit der Errichtung des Imster Klettersteiges ist er jedoch zu einem der am häufigsten bestiegenen Gipfel der Region geworden.

## Traditioneller Normalweg
Von der Muttekopfhütte oder vom Imst führt der Anstieg ins steile, schutterfüllte Engelkar. In diesem auf der linken Seite (am besten an den Felswänden entlang) empor. Unter Auslassung der von links einmündenden Schuttrinnen wird ins obere NW-Eck des Kares aufgestiegen. In die dort ansetzende Rinne hinein und zunächst im Schwierigkeitsgrad II (UIAA)) weiter empor. Unter Überwindung einiger kleiner Kamine, deren einer schwierig (III) ist, hinauf bis zu einer Scharte, die den Maldonkopf vom Sparketkopf trennt. Von der Scharte aus rechts einen Turm umgehend wieder auf den Grat und über den schroffen Grat (II) mit ein paar kleinen Umgehungen zum Gipfel.

## Imster Klettersteig
Der Imster Klettersteig ist ein anspruchsvoller Klettersteig, der aus dem südlich gelegenen Scharnitzkar größtenteils über den Südgrat bis auf den Gipfel führt. Er wurde 1989 eingeweiht. 

### Gehzeiten
- Parkplatz der Bergbahn in Hochimst (ca. 1000 m) bis zur Untermarkter Alm / Mittelstation der Seilbahn: ca. 1 Stunde
- weiter über die sog. Latschenalm zur Latschenhütte und weiter zur Muttekopfhütte (ca. 1934 m): ca. 1,5 Stunden
- Muttekopfhütte zum Einstieg des Imster Klettersteigs: ca. 1 Stunde
- Einstieg bis zum Gipfel (2632 m): ca. 3 Stunden (je nach Kondition/Können)
- Gipfel bis zum Parkplatz in Hochimst: ca. 3 Stunden (Abstieg über das Engelkar, stark steinschlaggefährdet)

### Schwierigkeit
Der Klettersteig weist den Schwierigkeitsgrad D bis E (sehr bis extrem schwierig) auf, teilweise sind die Wände senkrecht, steinschlaggefährdet und im Abstieg sogar stark steinschlaggefährdet. 

### Routen
Ausgangspunkt ist Imst am Parkplatz der Bergbahn in Hochimst auf 1000 Metern Höhe. Die Benutzung der Seilbahn spart einige Stunden an Auf- und Abstiegszeit. Der Weg zum Einstieg ist sehr gut beschildert.

Der Klettersteig selbst ist durchgehend mit Stahlseilen versichert. Ab der Hälfte kann abgekürzt werden und ein Notausstieg zum Engelkar genutzt werden. 

### Abstieg
Der Abstieg vom Gipfel erfolgt nach Südosten über das Engelkar, ein steiles Geröllfeld.

Ab der Mittelstation der Seilbahn kann auch der Alpine Coaster, eine Sommerrodelbahn, verwendet werden.